# Nikołaj Pankin
Nikołaj Iwanowicz Pankin (ros. Николай Иванович Панкин; ur. 2 stycznia 1949 w Moskwie, zm. 13 października 2018 w Muromie) – radziecki pływak specjalizujący się w stylu klasycznym,  medalista igrzysk olimpijskich i były rekordzista świata.

## Kariera pływacka
18 kwietnia 1968 ustanowił rekord świata w wyścigu na 100 m stylem klasycznym z czasem 1:06,2. Reprezentował ZSRR na igrzyskach olimpijskich w 1968 w Meksyku, gdzie zdobył brązowy medal  na dystansie 100 m stylem klasycznym oraz zajął 4. miejsce na 200 m stylem klasycznym. Wystąpił również w eliminacjach sztafety 4 × 100 m stylem zmiennym (w finale sztafeta radziecka, w której Pankina zastąpił Władimir Kosinski, zdobyła brązowy medal). 
Na igrzyskach olimpijskich w 1972 w Monachium najlepszym wynikiem Pankina było 4. miejsce w sztafecie 4 × 100 m stylem zmiennym (na 100 m stylem klasycznym zajął 7. miejsce, a w konkurencji 200 m stylem klasycznym odpadł w półfinale). Zajął 7 miejsce na 200 m stylem klasycznym na igrzyskach olimpijskich w 1976 w Montrealu.
Zdobył złoty medal na 100 m stylem klasycznym, srebrny medal na 200 m stylem klasycznym i brązowy medal w sztafecie 4 × 100 m stylem zmiennym na mistrzostwach Europy w 1970 w Barcelonie. Powtórzył te osiągnięcia na mistrzostwach Europy w 1974 w Wiedniu. Zdobył brązowy medal 200 m stylem klasycznym na mistrzostwach świata w 1975 w Cali. Był również pięciokrotnym medalistą uniwersjad.
Czterokrotnie ustanawiał rekordy świata na 100 m stylem klasycznym (do czasu 1:05,8 uzyskanym 20 kwietnia 1969 w Magdeburgu) i na 200 m stylem klasycznym (do wyniku 2:25,4 19 kwietnia 1969 w Magdeburgu).